# فعل تام
الفعل التام هو الفعل الذي يدل على حدث وزمن معين، ويأخذ فاعلًا أو نائب فاعلٍ.

## أمثلة
1. ركض: الحدث هو الركض، والزمن هو الماضي.
2. يحرث: الحدث هو الحراثة، والزمن هو المضارع.[2]
3. أعطِ: الحدث هو العطاء، والزمن هو الأمر.[3]

## الأفعال الناقصة
الأفعال الناقصة هي (أخوات كان)، اختلف النحاة في سبب تسمية الأفعال الناقصة (وهي أخوات كان)، واختلافهم نتيجة لفهم الفعل الناقص من حيث بنيته، أو من حيث خصوصية الفعل الدالة على المصدر والزمان كسائر الأفعال، فذهب أكثرهم على أن الأفعال الناقصة سميت بذلك لأن سائر الأفعال تدل على الحدث والزمن في آنٍ، بينما هذه الأفعال - الناقصة - لا تدل على الحدث وإنما تدل على الزمن فقط فكانت ناقصة من الحدث، وهذا رأي أكثر النحاة. وذهب آخرون إلى أنها سميت ناقصة لأنها لا تكتفي بمرفوعها، وإنما تفتقر إلى المنصوب أيضا؛ فتسمية هذه الأفعال كذلك لنقصانها عن بقية الأفعال بالافتقار إلى شيئين.

### أمثلة
1. كان: لا حدث (ماذا كان؟)، والزمن هو الماضي.
2. يكون: لا حدث (ماذا كان؟)، والزمن هو المضارع.